# 2018년 동계 올림픽 경기장

평창 동계 올림픽 위치도

2018년 동계 올림픽의 경기장은 대한민국 평창군의 올림픽 주 경기장인 평창 올림픽 스타디움에서 30분대로 이동이 가능하도록 배치해 선수와 경기 중심 올림픽 대회를 개최할 예정이다. 경기 지역은 설상 경기가 개최되는 대한민국 강원도 평창군과 강원도 정선군 일대의 마운틴 클러스터와 빙상 경기가 개최되는 강원도 강릉시의 코스탈 클러스터로 나뉜다. 평창 동계 올림픽의 모든 경기는 총 12개의 경기장에서 열리게 된다.

## 평창 마운틴 클러스터
- 평창 올림픽 스타디움 - 개막식 및 폐막식
- 알펜시아 스키점프 경기장 - 스키점프, 노르딕 복합
- 알펜시아 바이애슬론 경기장 - 바이애슬론
- 알펜시아 크로스컨트리 경기장 - 크로스컨트리, 노르딕 복합
- 알펜시아 슬라이딩 센터 - 봅슬레이, 스켈레톤, 루지
- 용평 리조트 - 알파인 스키
- 휘닉스 스노 경기장 - 프리스타일 스키, 스노보드
- 정선 알파인 경기장 - 알파인 스키

## 강릉 코스탈 클러스터
- 강릉 컬링 센터
- 강릉 아이스 아레나
- 강릉 스피드 스케이팅 경기장
- 강릉 하키 센터
- 관동 하키 센터

## 선수촌 · 미디어촌
- 평창 마운틴 클러스터 선수촌
- 강릉 코스탈 클러스터 선수촌 및 미디어촌